# Chapter Two
Chapter Two est un film américain réalisé par Robert Moore, sorti en 1979.

## Synopsis
Le film suit la rencontre et la liaison qui en découle entre George Schneider et Jennie MacLaine. Mais alors que leur relation est au plus fort, le souvenir de la femme de George refait surface...

## Fiche technique
- Titre : Chapter Two
- Réalisation : Robert Moore
- Scénario : Neil Simon d'après sa pièce éponyme
- Production : Roger M. Rothstein et Ray Stark
- Société de production : Columbia Pictures
- Musique : Marvin Hamlisch
- Photographie : David M. Walsh
- Montage : Michael A. Stevenson
- Pays d'origine : États-Unis
- Format : Couleurs - Mono
- Genre : Comédie dramatique, romance
- Durée : 124 minutes
- Date de sortie : 1979

## Distribution
- James Caan (VF : Bernard Tiphaine) : George Schneider
- Marsha Mason (VF : Béatrice Delfe) : Jennie MacLaine
- Joseph Bologna (VF : Philippe Ogouz) : Leo Schneider
- Valerie Harper (VF : Nadine Alari) : Faye Medwick
- Alan Fudge (VF : Michel Bardinet) : Lee Michaels
- Judy Farrell : Gwen Michaels
- Debra Mooney : Marilyn